# Lawrence Brittain
Lawrence Brittain (født 9. november 1990 i Pretoria, Sydafrika) er en sydafrikansk roer, bror til Matthew Brittain.
Brittain vandt sølv i toer uden styrmand ved OL 2016 i Rio de Janeiro sammen med Shaun Keeling. I finalen blev den sydafrikanske båd kun slået af newzealænderne Eric Murray og Hamish Bond, der vandt guld, mens Giovanni Abagnale og Marco Di Costanzo fra Italien tog bronzemedaljerne.
Kun to år før sin sølvmedalje ved OL i Rio var Brittain blevet diagnosticeret med lymfekræft.

## OL-medaljer
- 2016:  Sølv i toer uden styrmand